# 安郷県
安郷県（あんきょう-けん）は中華人民共和国湖南省常徳市に位置する県。

## 地理
安郷県は洞庭盆地北部に位置し、北部は黄山及び虎山台地に接している。

## 歴史
561年（保定元年）、北周により設置された。

## 行政区画
- 鎮：深柳鎮、大鯨港鎮、黄山頭鎮、三岔河鎮、官壋鎮、下漁口鎮、陳家嘴鎮、大湖口鎮
- 郷：安障郷、安全郷、安豊郷、安康郷